# 蒙图瓦
蒙图瓦（法語：Montois，法語發音：[mɔ̃twa] ⓘ）是法国法蘭西島大區塞纳-马恩省中南部的一个传统地区。
“蒙图瓦”出现在以下几个地名中：
- 市镇
  - 蒙图瓦地区塞苏瓦（Cessoy-en-Montois）
  - 蒙图瓦地区蒙斯（Mons-en-Montois）
  - 蒙图瓦地区索尼奥勒（Sognolles-en-Montois）
- 组织：
  - 蒙图瓦市镇公共社区（Communauté de communes du Montois）
  - 巴塞-蒙图瓦市镇公共社区（Communauté de communes de la Bassée - Montois）